# Ministère de la Sécurité
Le ministère de la Sécurité est un département ministériel du gouvernement au Burkina Faso.

## Description

### Siège
Le ministère chargé de la Sécurité a son siège à Ouagadougou.

### Attributions
Le ministère est chargé de la Sécurité nationale .

### Ministres
Maxime Koné  est le ministre chargé de ce département.